# Phomopsis radula
Phomopsis radula är en svampart som beskrevs av Grove 1917. Phomopsis radula ingår i släktet Phomopsis och familjen Diaporthaceae.   Inga underarter finns listade i Catalogue of Life.